# WIN/GIA
La Worldwide Independent Network/Gallup International Association (WIN/GIA) (de l'anglès Associació de Xarxes Internacional/Associació Gallup) és un consorci internacional d'empreses d'investigació de mercat i enquestes independents. El grup va ser creat el maig de 2010 quan l'Associació Internacional Gallup (GIA), creat el 1947, i de la Xarxa Mundial Independent dels estudis de mercat (WIN), creada abril de 2007, es van fusionar. WIN/GIA té la seu a Zúric, Suïssa, amb 72 membres en 70 països.

## Membres
Llistat d'estats membres:
- Afganistan
- Albània
- Argentina
- Armènia
- Austràlia
- Àustria
- Azerbaidjan
- Bangladesh
- Bèlgica
- Bòsnia
- Brasil
- Bulgària
- Camerun
- Canadà
- Xile
- Xina,
- Colòmbia
- República Txeca
- Dinamarca
- Equador
- Egipte
- Fiji
- Finlàndia
- França
- Geòrgia
- Alemanya
- Ghana
- Grècia
- Hong Kong
- Islàndia
- Índia
- Iraq
- Irlanda
- Itàlia
- Japó
- Kenya
- Corea
- Kuwait
- Líban
- Lituània
- Macedònia del Nord
- Malàisia
- Mèxic
- Marroc
- Moçambic
- Països Baixos
- Nigèria
- Pakistan
- Palestina[note 1]
- Perú
- Filipines
- Polònia
- Portugal
- Romania
- Rússia
- Aràbia Saudita
- Sèrbia
- Singapur
- Sud-àfrica
- Espanya
- Suècia
- Suïssa
- Tailàndia
- Tunísia
- Turquia
- Estats Emirites Àrab
- Regne Unit
- Ucraïna
- Estats Units
- Vietnam